# Carlo Maurizio Ruspoli di Poggio Suasa
Carlo Maurizio Ruspoli di Poggio Suasa (Oberhofen, 25 agosto 1906 – Buenos Aires, 11 giugno 1947) è stato un militare e aviatore italiano, decorato di tre medaglie d'argento al valor militare e con la Croce di Ferro di seconda classe, fu un Asso della Regia Aeronautica durante la seconda guerra mondiale con 10 vittorie al proprio attivo.

## Biografia

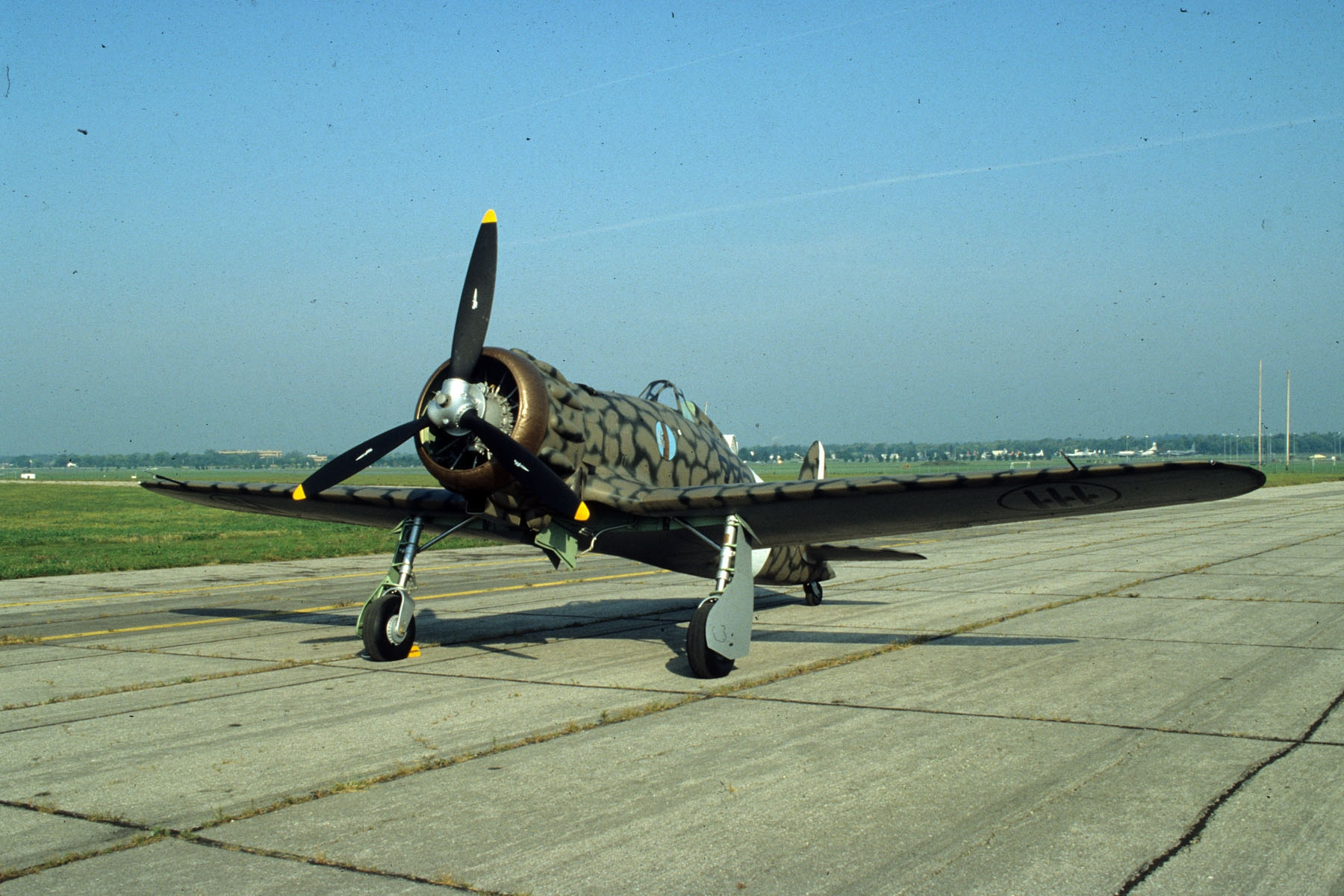
Un esemplare di Aermacchi C.200 Saetta.

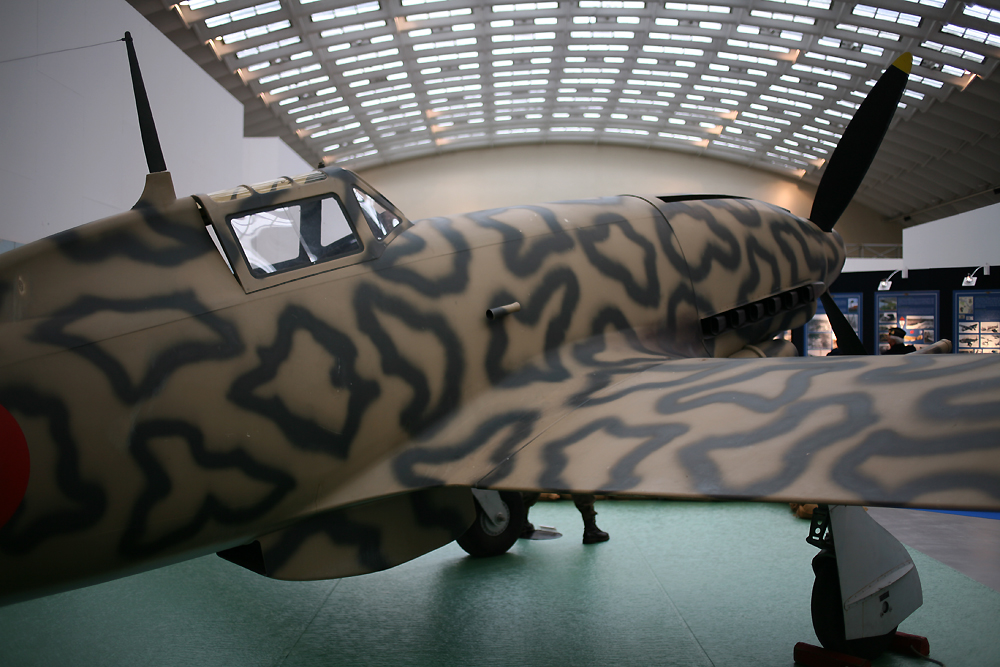
Un esemplare di Aermacchi C.205 Veltro del 4º Stormo Caccia Terrestre esposto al Lingotto di Torino nel 2010.

Nacque a Oberhofen, Svizzera, il 25 agosto 1906, figlio di Mario principe di Poggio Suasa e di Pauline Marie Palma de Talleyrand-Périgord. Arruolatosi nel Regio Esercito, dopo aver frequentato la Regia Accademia Militare di Fanteria e Cavalleria di Modena fu assegnato all'arma di cavalleria secondo una lunga tradizione di famiglia, prestando servizio nel Reggimento "Piemonte Reale Cavalleria".
Nel 1936 conseguì il suo brevetto di pilota sull'aeroporto di Cameri, in provincia di Novara, e poi fece domanda di transitare in forza alla Regia Aeronautica come pilota di complemento in risposta ad un concorso per piloti provenienti dalle altre forze armate.
All'atto dell'entrata in guerra del Regno d'Italia, il 10 giugno 1940, si trovava in Messico per conto della Pirelli, da dove raggiunse rapidamente New York e si imbarcò su un idrovolante Boeing 314 Clipper su cui arrivò in Europa.
Giunto in Italia si presentò ai comandi della Regia Aeronautica, e completato un breve periodo di addestramento sui nuovi tipi di velivoli da caccia, il 31 agosto 1940 fu assegnato all'81ª Squadriglia, 6º Gruppo, 1º Stormo Caccia Terrestre, equipaggiata con i caccia Aermacchi C.200 Saetta, di stanza in Sicilia, sull’aeroporto di Catania-Fontanarossa. Conseguì la sua prima vittoria sul cielo del Mediterraneo il 27 ottobre 1940 a spese di un caccia Hawker Hurricane della Royal Air Force.
Avendo momentaneamente installato un'apparecchiatura cinematografica a bordo del suo C.200 per documentare la "sua" guerra, fu poi autorizzato ufficialmente a continuare nell’esperienza, e venne costituita una speciale "Sezione di Volo Fotocinematografica" in seno alla Regia Aeronautica, di cui ne assunse il comando. Partito per la campagna di Grecia,  e poi per il fronte orientale con il suo C.200 modificato, in Russia il 27 agosto 1941 riprese il suo abbattimento di due caccia Polikarpov I-16, ma colpito a sua volta fu costretto ad effettuare un atterraggio di emergenza a causa dei danni riportati dal suo aereo.
Nel giugno del 1942 fu trasferito in Africa settentrionale in forza al 10º Gruppo, 4º Stormo Caccia Terrestre, per assumere il comando della 91ª Squadriglia "Francesco Baracca". Partecipò a numerosi combattimenti aerei con i velivoli della Western Desert Air Force, che ebbero il loro apice con la battaglia di El Alamein. Tra il 17 luglio, data in cui rivendicò l'abbattimento di un caccia Hawker Hurricane, e il 20 ottobre, quando abbatte tre Curtiss P-40 in due distinti combattimenti, conseguì sette vittorie.
Promosso maggiore rientrò a Roma per prestare servizio nello Stato maggiore della Regia Aeronautica. Nel periodo successivo alla firma dell'armistizio dell'8 settembre 1943, cercò in tutti i modi di evitare la disgregazione dei reparti dell'aeronautica, spostandosi in continuazione tra Roma, Pescara e gli aeroporti situati in Puglia. Cercò di convincere il principe ereditario Umberto di Savoia a rientrare nella Capitale per assumere il comando delle Forze Armate, ma senza successo. Laureato in giurisprudenza e parlando molto bene tre lingue straniere, il 29 settembre venne impiegato come interprete durante le trattative fra il Maresciallo d'Italia Pietro Badoglio e il generale statunitense Dwight D. Eisenhower svoltesi il 29 settembre a bordo della nave da battaglia inglese Nelson.
Fu nel corso di questo incontro che le autorità italiane decisero di compiere un gesto dimostrativo che avrebbe dovuto attirare l'attenzione dell'opinione pubblica, eseguendo un lancio di volantini sulla città di Roma, allora occupata dai tedeschi. Con questo gesto il governo sperava di dimostrare al popolo italiano che non era stato abbandonato al loro destino. Per la missione, che prevedeva l’impiego di tre caccia Aermacchi C.205V Veltro, venne prescelto lui, all'epoca ufficiale di collegamento presso il Comando Alleato, e i piloti capitano Luigi Mariotti e Ranieri Piccolomini Clementini Adami  Transitato in servizio nell’Aeronautica Militare Italiana dopo la fine del conflitto, morì a Buenos Aires, in Argentina, l'11 giugno 1947.

### Annotazioni
1. ↑  Il pilota immortalò l'evento sulla pellicola della sua cinepresa personale, che aveva installato nel bordo di attacco alare del suo caccia C.200.
2. ↑  Rispettivamente comandanti del 9º e del 10º Gruppo caccia, nonché assi della Regia Aeronautica.

### Fonti
1. 1 2 3 4 5  Massimello, Apostolo 2000, p. 71.
2. 1 2  Massimello, Apostolo 2000, p. 86.
3. 1 2 3 4 5  Massimello 2004, p. 20.
4. 1 2  Dunning 1988, p. 22.
5. 1 2 3 4 5 6 7 8 9 10  Massimello, Apostolo 2000, p. 72.
6. 1 2  Dunning 1988, p. 24.
7. 1 2 3 4  Massimello, Apostolo 2000, p. 73.